# كين بوث (سياسي)
كين بوث (بالإنجليزية: Ken Booth)‏ هو سياسي أسترالي، ولد في 23 فبراير 1926 في أستراليا، وتوفي في 1 نوفمبر 1988 في نيوكاسل في أستراليا. حزبياً، نشط في حزب العمال الأسترالي. وقد انتخب عضو الجمعية التشريعية نيو ساوث ويلز.